# Beauvais Triathlon
Beauvais Triathlon  est un club français de triathlon créé en 1986 et implanté à Beauvais, dans l'Oise. Il a remporté dix titres dans les catégories hommes ou femmes, lors du Grand Prix de triathlon, championnat de France des clubs de première division de la Fédération française de triathlon.

## Le club
Le club de triathlon existe tout d'abord comme une section spécifique du Beauvais Olympique Universitaire Club (B.O.U.C) avec le soutien de l’Union Cycliste Beauvaisienne (U.C.B) et de la ville de Beauvais lors de la création en 1985 d'une des premières compétitions de ce sport dans la région. Le club poursuit son développement national et en 1995 la section triathlon du B.O.U.C devient autonome sous le nom de Beauvais Triathlon. En 1998, il vise à créer des équipes masculines et féminines en vue des Jeux olympiques de Sydney, où le triathlon fera son apparition pour la première fois.
Jusqu'en 2010, le club de triathlon de Beauvais est présent en 1re division du championnat de France des clubs et présente des équipes masculines et féminines sur les compétitions du circuit du Grand Prix de triathlon où elles remportent dix titres de champion. En 2011, il décide de se retirer de la première division à la suite de l'annulation d'une étape du circuit du Grand Prix par la Fédération française de triathlon. Estimant la perte en retombées médiatiques et financières trop importante pour le club et la ville, il met un terme à sa présence en division une. Il libère pour 2011 l'ensemble de ses triathlètes professionnels de leurs engagements contractuels.

## Organisation du club
Beauvais Triathlon est constitué en association loi de 1901. Le club est présidé depuis sa création par Agnes Mahey, membre fondatrice.
Le club organise depuis de nombreuses années plusieurs événements sportifs, parmi lesquels :
- le « triathlon de Beauvais » en juin qui fête son 30e anniversaire en 2015 et dont l'épreuve phare se déroule sur la distance L,
- le « triathlon ZUP d'Argentine » en avril sur distances XS et S,
- une rencontre plus hivernale, le « Run and bike de Beauvais », en novembre sur trois distances : 4, 9 et 18 kilomètres.

En 2015, le club anime une école de triathlon labellisée deux étoiles par la Fédération française de triathlon.

## Palmarès du club

### Par équipes
- Grand Prix de triathlon (hommes) : 5 titres, 4 médailles d'argent et 2 médailles de bronze.
- Grand Prix de triathlon (femmes) : 6 titres et 7 médailles d'argent.
- Coupe de France des clubs de triathlon : 10 titres et 3 médailles d'argent.

### Titres individuels
- 8 titres de champion de France individuels (3 pour Laurent Vidal, 2 pour Stéphane Poulat et 1 pour Stéphan Bignet, Philippe Fattori et Frank Bignet).
- 11 titres de champion de France individuels longue distance (3 pour Sylvain Sudrie et Patrick Vernay, 2 pour Stéphan Bignet et Sophie Delemer et 1 pour Stéphane Poulat).
- 2 titres de champion du monde (Daniel Unger et Tim Don).

### Médailles olympiques
- Une médaille de bronze (Jan Řehula)
- Une  5e place (Laurent Vidal)
- Une 6e place (Daniel Unger)
- Une 8e place (Christine Hocq)
- Une 10e place (Frédéric Belaubre)

## Anciennes élites
- Les années 1980 et 1990 :
  - Hommes :  Rob Barel
  - Femmes :  Christine Hocq
- Les années 2000 et 2010 :
  - Hommes :  Franck Bignet,  Stéphan Bignet,  Frédéric Belaubre,  Daniel Unger,  Tim Don,  Jan Rehula,  Stéphane Poulat,  Sylvain Sudrie,  Laurent Vidal,  Patrick Vernay,  Greg Bennett,  Philippe Fattori,  Samuel Pierreclaud,  Cyrille Mazure,  Pierre Dorez,  Jean-Michel Schillé (paratriathlon)
  - Femmes :  Vicky Holland,  Laura Bennett,  Charlotte Morel,  Virginie Jouve,  Delphine Pelletier,  Marion Lorblanchet,  Sophie Delemer,  Delphine Py-Bilot,  Estelle Patou,  Jill Savege,  Andrea Hewitt,  Anja Dittmer